# Bythiospeum wiaaiglica
Bythiospeum wiaaiglica is een slakkensoort uit de familie van de Hydrobiidae. De wetenschappelijke naam van de soort is voor het eerst geldig gepubliceerd in 2006 door A. Reischutz & P.L. Reischutz.